# Baculoviridae
Famille
Les Baculoviridae (baculovirus) sont une famille de virus en forme de bâtonnet, spécifiques des arthropodes, qui compte quatre genres (Alphabaculovirus, Betabaculovirus, Deltabaculovirus, Gammabaculovirus) regroupant 49 espèces.
Les baculovirus ont un tropisme spécifique pour les invertébrés. Ces virus peuvent infecter plus de 600 espèces d’insectes comme les larves des symphytes, moustiques, mais aussi de crustacés comme les crevettes. On ne connait pas de baculovirus capables d’infecter les mammifères ou d’autres vertébrés.

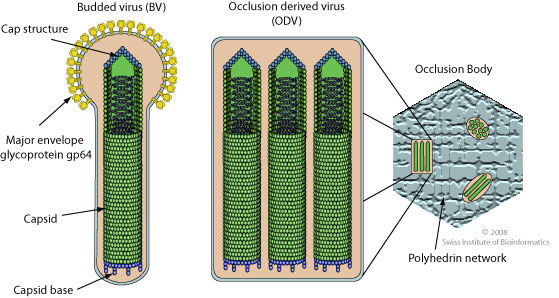
Dessin schématique: virions des Baculoviridae à différents stades

Le génome des baculovirus est constitué d’ADN bicaténaire, circulaire, d'une taille comprise entre 80 et 180 kpB.
Les baculovirus sont utilisés en biotechnologie pour la production de protéines recombinantes. Ces virus permettent d’introduire le gène codant la protéine à produire dans des cultures de cellules d’insectes.
Depuis les années 1940, on a beaucoup étudié les baculovirus pour leur pouvoir insecticide et on les a parfois utilisés comme biopesticides. C'est le cas, par exemple, d'Anticarsia gemmatalis Multiple Nucleopolyhedrovirus (AgMNPV, genre Alphabaculovirus), commercialisé au Brésil pour lutter contre la chenille du soja, Anticarsia gemmatalis. 

## Référence biologique
- (en) ICTV : Baculoviridae  (consulté le 1er février 2021)